# El hijo del presidente
First Kid (El hijo del presidente en español) es una película estadounidense de 1996 dirigida por David Mickey Evans y distribuida por Walt Disney Pictures.

## Sinopsis
No es fácil ser el hijo adolescente del Presidente de los Estados Unidos, y de eso el solitario Luke Davenport (Brock Pierce) puede dar fe. Pero el chico, que se siente incomprendido, encontrará un amigo en Sam Simms (Sinbad), un excampeón de boxeo asignado para protegerle como escolta. El guardaespaldas pronto se da cuenta de que Luke quiere ser como los demás chicos de su edad.

## Argumento
Sam Simms es un agente del Servicio Secreto asignado por su superior Wilkes para proteger al rebelde hijo de 13 años del presidente Paul Davenport, Luke Davenport, después de que el comportamiento de Luke provoca que otro agente, Woods, sea reemplazado por maltratar a Luke al frente. de cámaras de medios. Simms considera que esta asignación es indeseable, pero es un posible trampolín para proteger al presidente. Al principio no logra conectarse con el niño y Luke continúa portándose mal.
Después de ver a Luke ser golpeado por el matón de la escuela Rob, sus padres lo castigan por la pelea, aunque él no la inició. Debido a la reelección, no pueden arriesgarse a que Luke salga del público durante un mes mientras sus padres están en campaña. Simms siente lástima por él; él también se había sentido solo cuando era adolescente (perdió a su padre en Vietnam mientras su madre tenía 2 o 3 trabajos para mantenerlo económicamente), y se hacen amigos. Simms, un ex boxeador, acepta sacar a Luke a escondidas en contra de los deseos de sus padres y enseñarle a pelear.
Mientras tanto, Luke sufre por invitar a la chica más linda, Katie, al baile de la escuela, lo que finalmente logra con éxito con la ayuda de Simms. Sin embargo, mientras Simms y Luke practican algunos movimientos para el baile, el director del Servicio Secreto, Morton, les dice que no pueden ir al baile debido a un cierre de emergencia debido a que una bolsa de lona quedó desatendida en la acera afuera de la entrada principal. investigado por el escuadrón antiexplosivos. Simms, rompiendo las reglas, lleva a Luke al baile. Allí, Rob intenta atacar a Luke nuevamente mientras Simms está distraído, pero esta vez, Luke lo derriba.
Después de eso, los agentes del Servicio Secreto irrumpen en el baile de la escuela y recuperan a Luke. Simms es despedido y no se le permite hablar con Luke, quien está destrozado porque su amigo aparentemente lo ha "abandonado". Luke, bajo arresto domiciliario y con un dispositivo de localización adjunto, recibe consejos de un amigo en línea, Mongoose12, sobre cómo escapar de la Casa Blanca y encontrarse con él en un centro comercial local. Luke está de acuerdo, pero se revela que Mongoose12 era en realidad el exagente Woods, quien lo secuestra. Cuando Luke desaparece, Simms tiene otra oportunidad de protegerlo. Con la ayuda de su amigo y ex colega Harold (un parapléjico dueño de una tienda de espías), rápidamente rastrea a Luke hasta el centro comercial.
En un enfrentamiento, Woods dice que originalmente planeaba devolver a Luke al presidente para que pudiera ser un héroe y recuperar su trabajo, pero ahora quiere matarlo, culpando a Luke por hacerle perder su trabajo, e incluso a su esposa. . Woods intenta dispararle a Simms, pero se pone a cubierto y una vez que Woods se queda sin balas, Simms lo derriba con un uppercut de derecha. Cuando llegan otros agentes, Woods intenta dispararle a Luke con un revólver de respaldo, pero Simms salta frente a Luke, lo que hace que reciba la bala prevista en su brazo. Woods también es baleado, sometido y arrestado por otros agentes del Servicio Secreto que llegan por secuestro, asalto, disparo ilegal de un arma de fuego en un lugar público e intento de asesinato.
A Simms se le ofrece un deber presidencial, el cual rechaza para quedarse con Luke a tiempo completo y así poder pasar más tiempo con el profesor de biología de Luke, con quien ha formado una relación romántica.

## Reparto
- Sinbad - Sam Simms
- Brock Pierce - Luke Davenport
- Art LaFleur - Morton
- Timothy Busfield - Woods
- Robert Guillaume - Wilkes
- James Naughton - Paul Davenport
- Lisa Eichhorn - Linda Davenport
- Zachery Ty Bryan - Rob MacArthur
- Blake Boyd - Dash
- Erin Williby - Katie Warren
- Bill Cobbs - Speet
- Sonny Bono - El mismo
- Bill Clinton - El mismo